# 国鉄ED53形電気機関車
ED53形は、日本国有鉄道（国鉄）の前身である鉄道省が輸入した直流用電気機関車である。
本項では、本形式を改造した機関車であるED19形についても併せて記述する。

## 概要

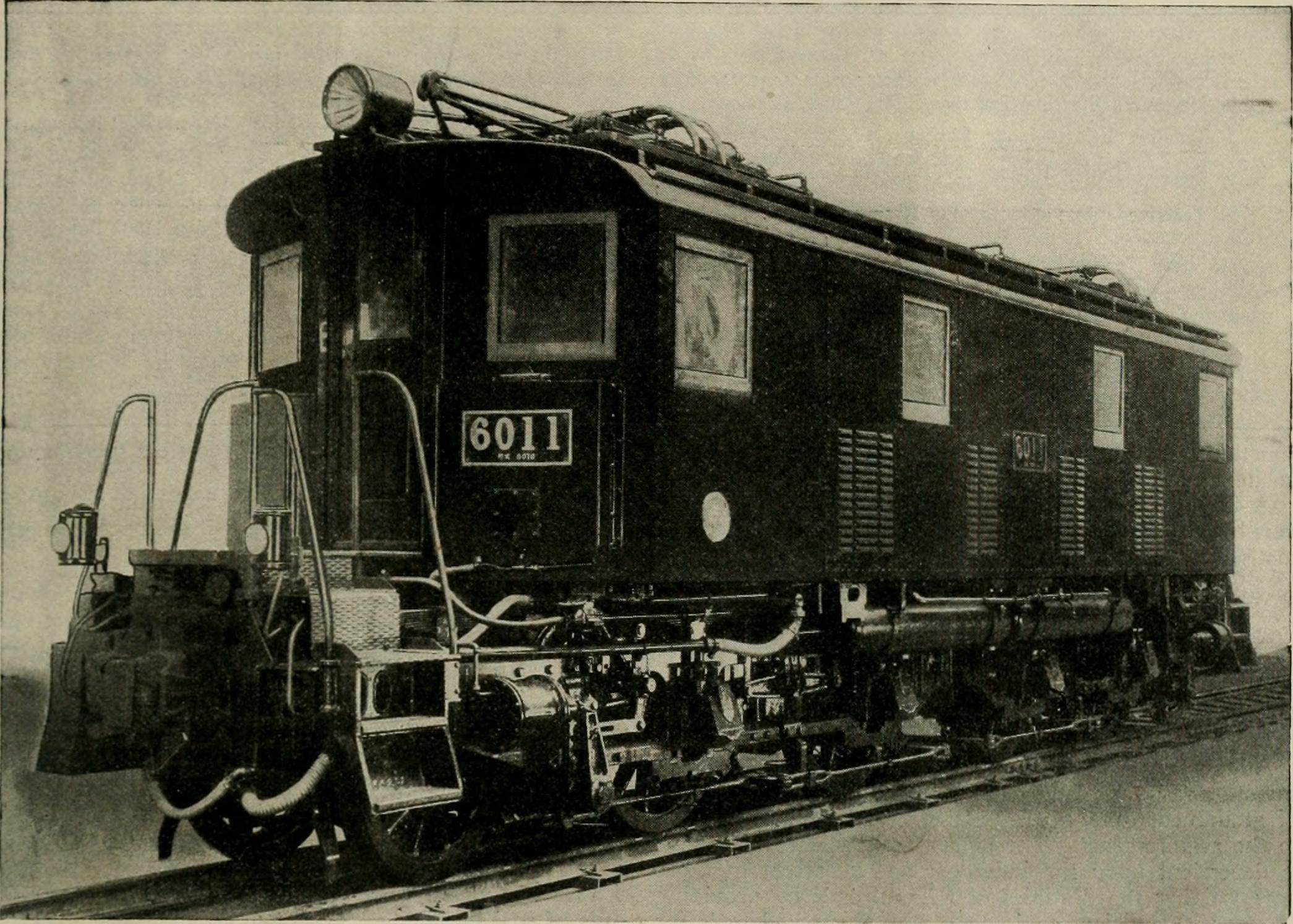
6011号（1926年）

東海道本線東京 - 国府津間用にアメリカのウェスティングハウス・エレクトリック社（Westinghouse Electric/電気部分）とボールドウィン社（Baldwin/機械部分）の合作により1926年（大正15年）に6両が製造された。
製造当初は6010形（6010 - 6015）と称したが、1928年（昭和3年）10月の車両形式称号規程の改正により、ED53形（ED531 - 6）に形式番号が改められた。
1軸の先輪を有する旅客列車用の電気機関車で、箱形の車体の前後にデッキがある。前面には後退角がつけられて3面折妻となっており、前面窓下には砂箱が設けられている。屋根上には、パンタグラフが2基設置されている。同じメーカー製のEF51形は本形式をストレッチしたもので、兄弟形式ともいうべきものである。
電装機器類は手堅い手法でまとめられており、主制御器に電磁空気単位スイッチ式を採用、高速度遮断器を装備している。本形式は使用成績も良好で、初の大型国産電気機関車であるEF52形開発に際しても参考にされ、戦後のEF58形に至るまで技術的影響を及ぼしている。
その信頼性の高さを受け、1号機及び2号機がお召し列車牽引用に、3号機がその予備機として指定され車体の側面や窓枠などには装飾を施し、運転室には御料車との連絡用電話が設置された。なお、お召し列車の運転時はトラブル防止の観点から必ず重連で運用された。
輸入当初は国府津機関庫に配置、その後1930年（昭和5年）までに全車東京機関庫（1936年に東京機関区へ改称）配属となり、東京 - 国府津間および熱海線と呼ばれていた国府津 - 熱海間で湘南列車と呼ばれたスハ32系客車による編成の普通列車を主に牽引し、さらに1934年（昭和9年）の丹那トンネル開通、1935年（昭和10年）の伊東線開業後は沼津や伊東まで運用範囲を広げたが、3 - 6号機は1937年（昭和12年）から順次ED19形へ改造、1号機と2号機も1938年（昭和13年）頃にはお召し列車牽引の指定を解除され車体の装飾が撤去された。また、富士山麓電気鉄道線への直通列車運転が計画された際には同線の線路規格の都合から東京鉄道管理局（東鉄局）管内配置の電気機関車でも特に13tと軸重が軽い本形式を使用することとなり、計画した東鉄局運転課や実際の運転を担当する八王子機関区で詳細を検討、試運転を行ったとはいえ富士山麓電気鉄道の急勾配区間へ後述するED19形のような歯車比の変更をせず入線した都合、勾配上でのノッチ操作の難しさや一時的な過負荷運転を伴う形の直通列車牽引となった。

## ED19形への改造
1937年（昭和12年）に仙山線は作並 - 山寺間の開通で全通したが、この区間は長大な仙山トンネル通過に対応して当初より電化された。これに伴ってED53形3 - 6号機が仙山線運用に充当されることになり、以下の改造が大宮工場（現在の大宮総合車両センター）で施行された。
- 山岳区間での運用に備えて歯車比の増大（2.72→4.47）及び抵抗器容量の増加
- 運用区間が寒冷地であることからスノープラウほか耐寒耐雪装備の追加改造
- 運転台窓下の砂箱を撤去し台車に省標準形の砂箱取り付け、砂箱と干渉した速度計を改造
- 車体側面下部のルーバー形状を省標準形に変更（1・2号機は横並び型、3・4号機は縦並び型）
- 東海道本線時代に使用した客車への電気暖房設備を撤去
- ボールドウィン製のパンタグラフを国産のPS10形に交換（1938年以降実施）

改造後はED19形（ED191 - 4）に改称のうえ、作並機関区に転属した。引き続き東京機関区で運用されていたED53形1号機と2号機も1940年（昭和15年）に甲府機関区に転属、1941年（昭和16年）にはED19形（ED195, 6）に改造されたが、ED191 - 4号機に施された耐寒対雪装備の追加は簡略化、砂箱や側面ルーバーは未改造のまま身延線で使用された。
戦時中には1号機が西国立機関支区に転属して南武線の貨物列車を牽引、2号機と4 - 6号機は豊橋機関区に転属し飯田線の貨物列車の牽引に使用された。甲府機関区に転属した3号機も戦後の1948年（昭和23年）豊橋へ転属、1号機以外の全車が飯田線で運用されるようになった。
戦後は車体改修が行われ、砂箱が未改造であった5号機と6号機も運転台窓下の砂箱を撤去、さらに5号機は全溶接構造の車体に更新され、側面窓やルーバーの形状で異彩を放った。また、2号機は機器が焼損したため他機に先駆けて内部機器を含めた改修工事を受けたことから、パンタグラフの装備位置が若干前後の車端に寄っている。このほか3 - 6号機は運転台前面の窓が隅にrがついた形態に更新、側面ルーバーは1 - 4号機が横並び型に変更され、最終時の形態はそれこそ6車6様であった。尾灯は本機がデザインベースである国鉄形電気機関車がことごとく車体組み込み式に改造されるなか、6両すべてが外付け式のままだった。
機器は国鉄形電気機関車の基礎となったこともあり、構造的にある程度の互換性があったことや、EF51形の廃車で予備品が確保できたため、大部分がウェスティングハウスのものを廃車まで使用し続けたが、2号機のみ前述の機器焼損のため戦後に装備改造を受け、制御電源の電圧を32Vから100Vに改めると共に国産機器に更新している。
昭和30年代以降は比較的軽量なことから、6両全車が伊那松島機関区に集結し軌道構造が低規格な飯田線飯田以北での貨物列車牽引に運用されたが、代替機ED62形の投入に伴い1976年（昭和51年）までに全機が廃車となった。

## 保存

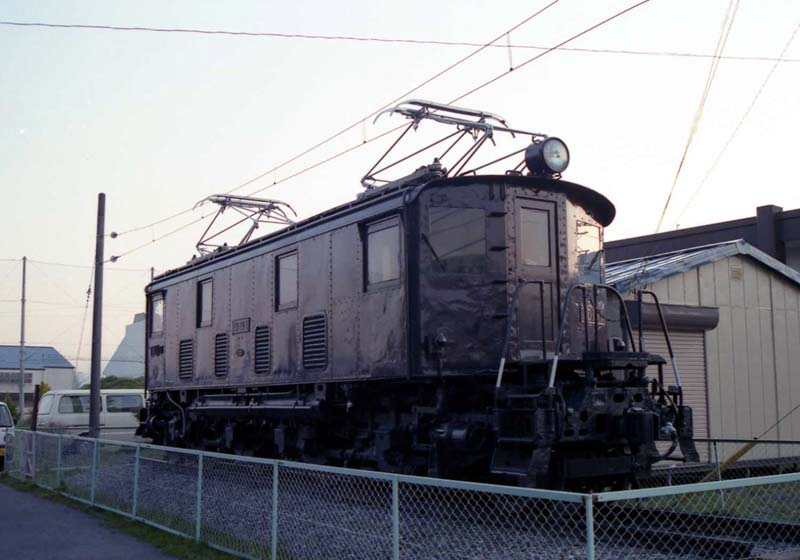
ED19 1(旧ED53 3)（長野県箕輪町郷土博物館）
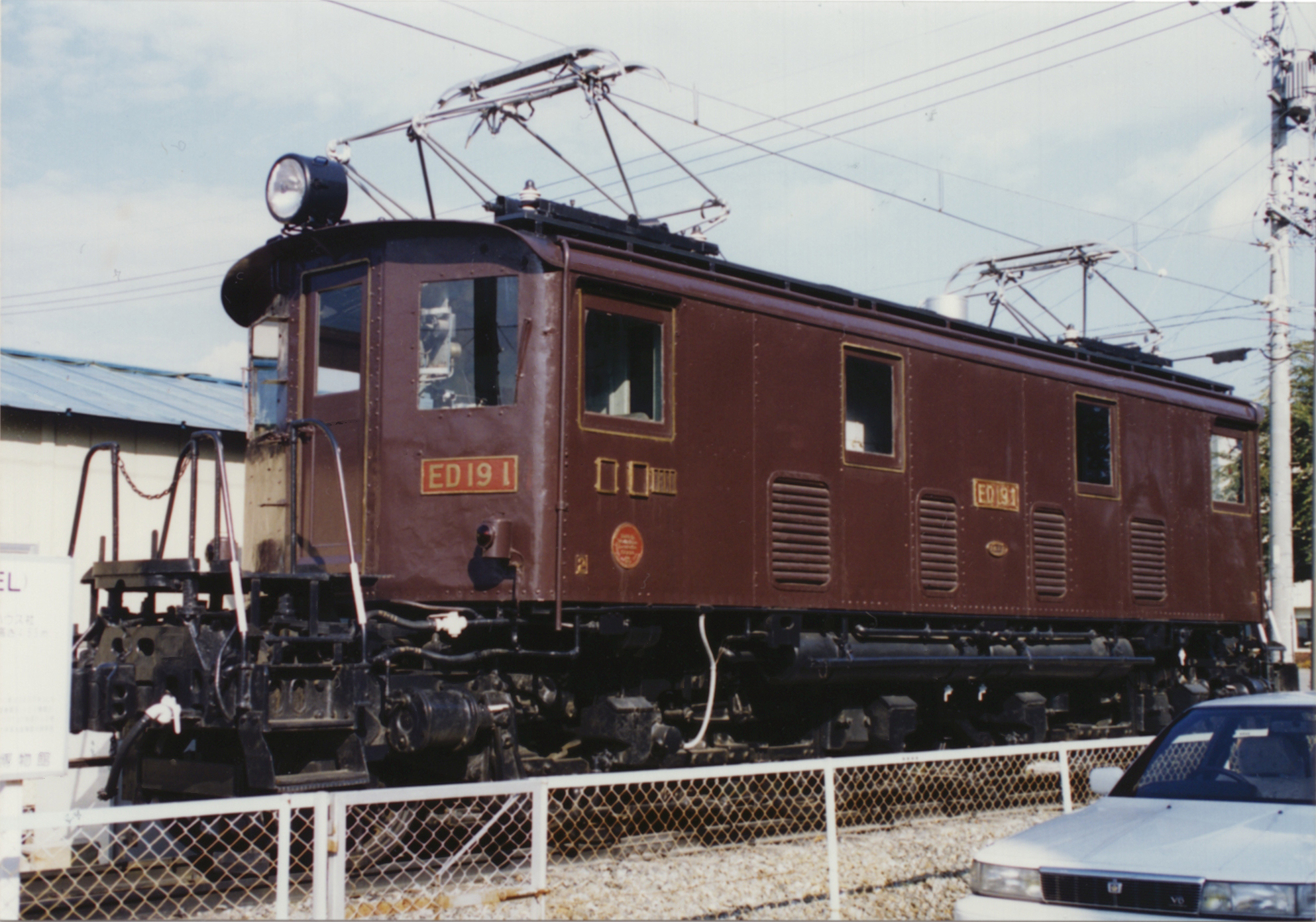
ED19 1（旧ED53 3）1996年10月19日撮影

ED53 3から改造されたED19 1が、長野県上伊那郡箕輪町の郷土博物館前に唯一静態保存されている。それ以外は全て廃車後、解体処分された。

## 主要諸元

### ED53形
- 全長：12,500mm
- 全幅：2,770mm
- 全高：3,925mm
- 機関車重量：68.32t
- 動輪上重量：52.04t
- 電気方式：直流1,500V（架空電車線方式）
- 軸配置：1B+B1
- 主電動機：MT19形（端子電圧675V時定格出力210kW、定格回転数620rpm）×4基
- 歯車比：25:68＝1:2.72
- 1時間定格出力：840kW
- 1時間定格引張力：5,800kg
- 1時間定格速度：53.0km/h
- 最高運転速度：95.0km/h
- 動力伝達方式：1段歯車減速、吊り掛け式
- 制御方式：非重連、抵抗制御、2段組合せ、弱め界磁制御
- 制御装置：複式電磁空気単位スイッチ式
- ブレーキ方式：EL14A空気ブレーキ
- 先台車形式：LT141

### ED19形
※は、改造により変更のあった数値
- 全長：12,500mm
- 全幅：2,770mm
- 全高：3,925mm
- 機関車重量：※67.70t
- 動輪上重量：※52.00t
- 電気方式：直流1500V（架空電車線方式）
- 軸配置：1B+B1
- 1時間定格出力：820kW
- 1時間定格引張力：※12,000kg
- 1時間定格速度：※25km/h
- 最高運転速度：※65km/h
- 主電動機：MT19形×4基
- 歯車比：※17:76＝1:4.47
- 動力伝達方式：1段歯車減速、吊り掛け式

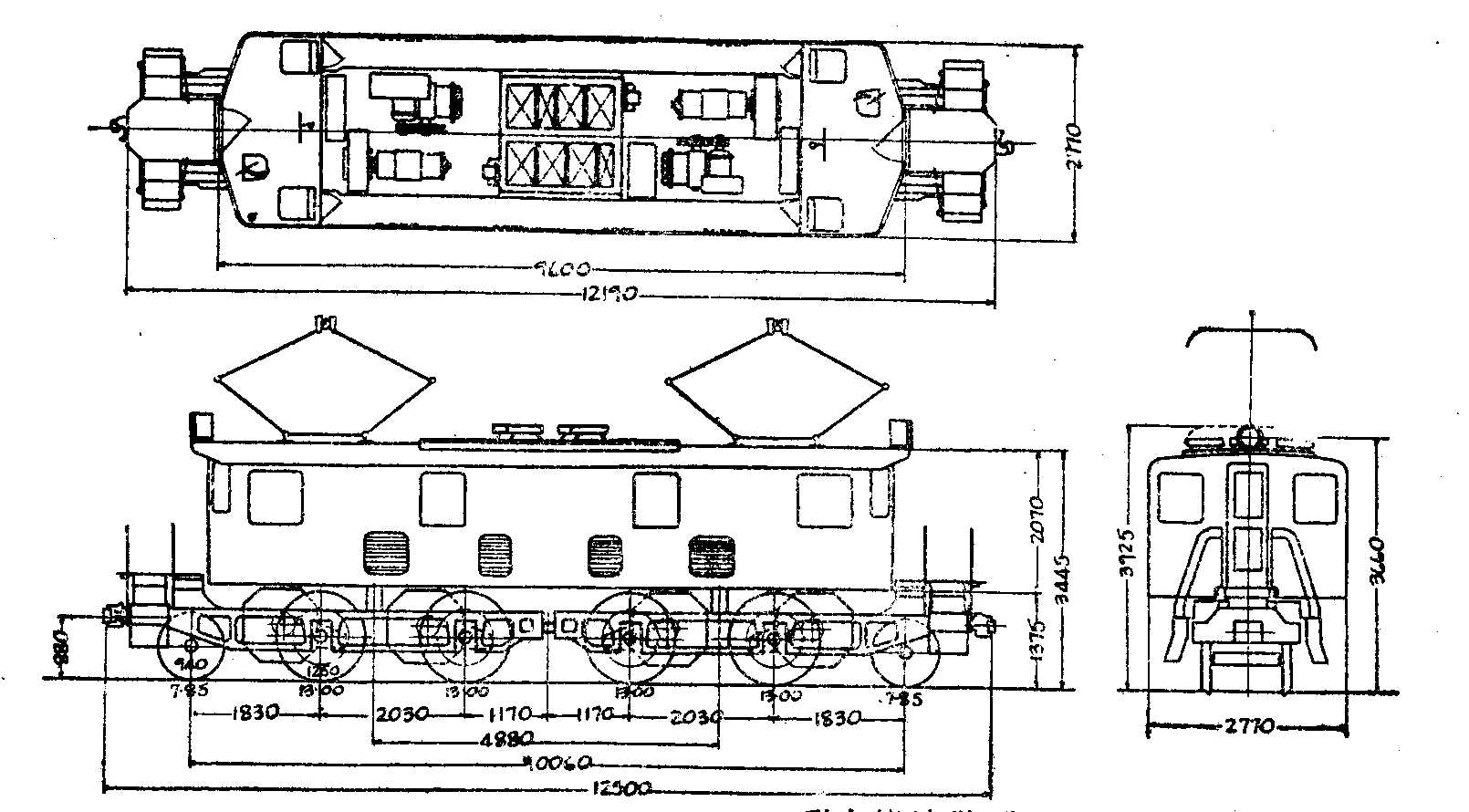
ED19形の形式図

- 制御方式：非重連、抵抗制御、2段組合せ、弱め界磁制御
- 制御装置：電磁空気単位スイッチ式
- ブレーキ方式：EL14A空気ブレーキ
- 先台車形式：LT141